# Meidaizhao-Kloster

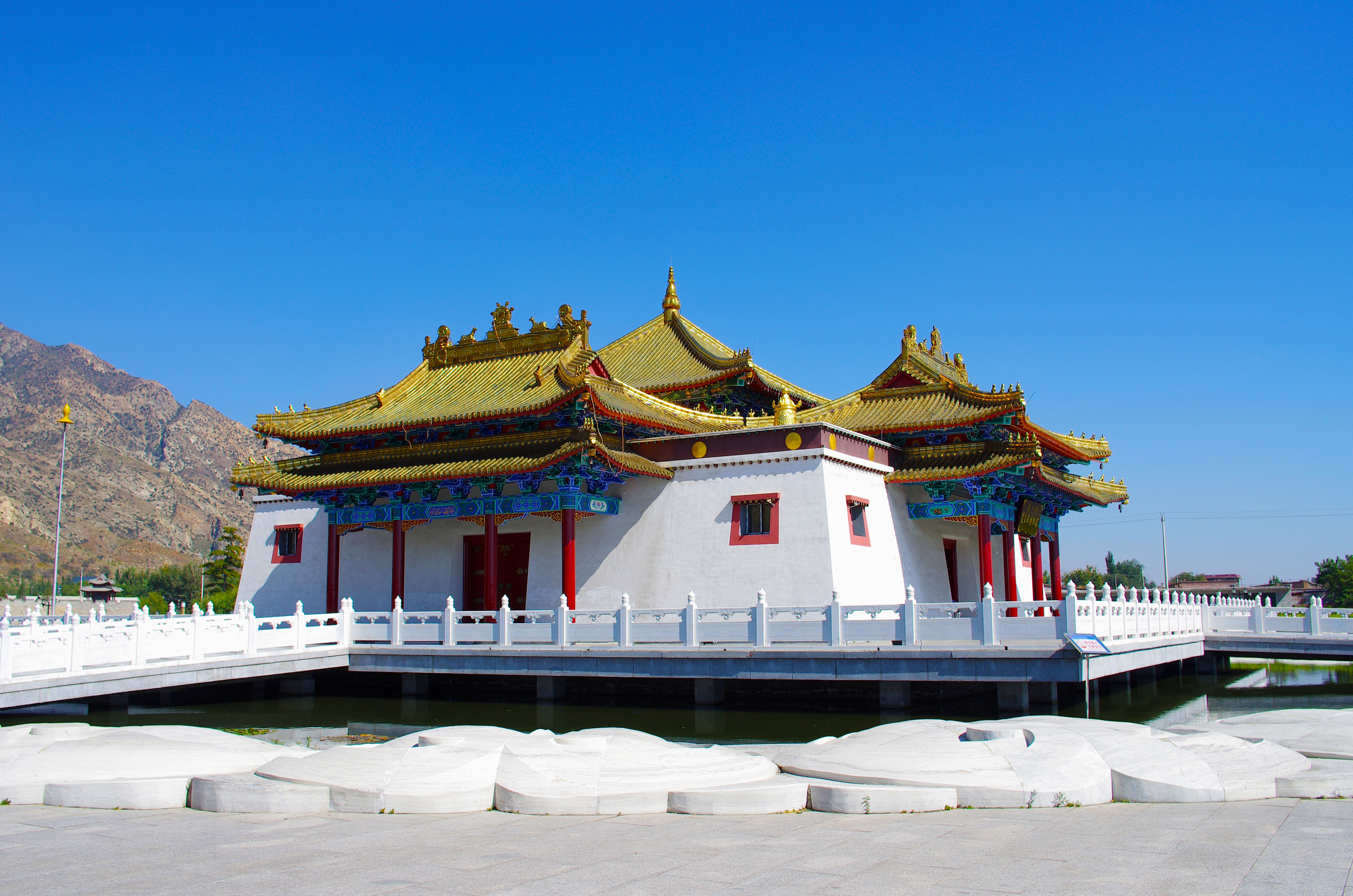
Kloster Meidai Zhao

Das Kloster Meidai Zhao (chinesisch 美岱召, Pinyin Měidài zhào, englisch Meidai Lamasery/Meidai Monastery) bzw. Meidai Zhao chengsi 美岱召城寺 auf dem Gebiet des chinesischen Rechten Tumed-Banners - einem Banner der bezirksfreien Stadt Baotou im Autonomen Gebiet Innere Mongolei der Volksrepublik China - ist ein buddhistisches Kloster am Fuß des Yinshan-Gebirges. Die Klosterstadt wurde im Jahr 1575 von dem mongolischen Herrscher Altan Khan (chin. 阿勒坦汗) als Stadtkloster und Festung gegründet und war das erste Lamakloster auf der mongolischen Steppe. Es hat seine Fresken aus der Zeit der Ming-Dynastie bis heute bewahrt. Hier ernannte Altan Khan im Jahr 1578 den ersten Dalai Lama (s. Sonam Gyatso).
Das Kloster steht seit 1996 auf der Liste der Denkmäler der Volksrepublik China (Innere Mongolei) (4-135).